# لورينزو دوس
لورينزو دوس (بالإنجليزية: Lorenzo Doss)‏ هو لاعب كرة قدم أمريكية أمريكي، ولد في 22 أبريل 1994 في نيو أورلينز في الولايات المتحدة.

## وصلات خارجية
- لورينزو دوس على موقع مرجع كرة القدم المحترفة.كوم (الإنجليزية)